# Monumentul funerar al familiei Comarovski-Tulcinski (Orhei)
Monumentul funerar al familiei Comarovski-Tulcinski este un monument amplasat în Orhei, Republica Moldova. Este un monument de artă de importanță națională inclus în Registrul monumentelor Republicii Moldova ocrotite de stat cu nr. 991 (raionul Orhei). Datează din anii 1930.